# 施拉默斯多夫
施拉默斯多夫是德国巴伐利亚州的一个市镇。总面积20.34平方公里，总人口882人，其中男性452人，女性430人（2011年12月31日），人口密度43人/平方公里。